# Al Zaqura
El palacio de Al-Zaqura (en árabe : قصر الزقورة ) es un edificio del gobierno iraquí situado en la Zona Verde de la ciudad de Bagdad, la capital de Irak. Mantenido por la oficina del primer ministro de Irak, está ocupado por la oficina del primer ministro.
El edificio fue encargado bajo la presidencia de Ahmed Hassan al-Bakr. Fue construido en 1975 por Saeed Ali Madhlum y CP Kukreja Associates como el edificio del Consejo de Ministros o gabinete.
El exterior del edificio es de estilo arquitectónico brutalista, el exterior recuerda un antiguo zigurat (en árabe: Al Zaqura). Aunque el exterior se inspiró en la antigua Mesopotamia y una mezcla de elementos islámicos, el interior está decorado con arquitectura islámica. Fue atacado durante la guerra de Irak por las fuerzas de la coalición en bombardeos aéreos y sufrió graves daños en 2003. Fue renovado por el conglomerado iraquí Harlow International.